# Ависпа Фукуока
Ависпа Фукуока е професионален японски футболен клуб, играещ във Втора дивизия.
Основан е през 1982 г. от служители на охранителна фирма.